# Shimano Saint
Shimano Saint – najwyższa w hierarchii Shimano pełna grupa osprzętu do downhill'u i freeride'u. Saint jest przeznaczony dla zawodników i amatorów.

## Specyfikacja
Przerzutka tylna
- oznaczenia: RD-M8xx-SS, RD-M8xx-GS, RD-M800-SGS
- pantograf: skośny,
- wózek: krótki, średni lub długi, Top Normal, Shadow
- kółka: 11-zębne
- pojemność: SS (krótki wózek) 17T/23T+adapter pojemności, GS (średni wózek) 31T/37T+adapter pojemności
- masa: 240 g (krótki wózek), 250 g (średni wózek)

Klamkomanetki
- typ: RapidFire Plus
- oznaczenie: SL-Mxxx
- tryb pracy: indeksowany
- liczba biegów: 2/9 lub 9
- masa: 237 g

Przerzutka przednia
- oznaczenia: FD-Mxxx
- mocowanie: obejma
- największa zębatka mechanizmu korbowego: 36T
- pojemność: 22-36T
- masa: 147 g(FD-M815), 170 g(FD-M817)

Mechanizm korbowy
- oznaczenie: FC-M8xx-x
- typ: Hollowtech II
- typ suportu: monoblok(nierozbieralny pakiet)
- szerokość osi: 68/73 mm(FC-M810), 83 mm(FC-M815)
- ramiona: aluminium
- długość ramion: 165, 170 lub 175 mm
- zębatki: 34/36/38/40/42T, 36-22T
- masa: FC-M810 1059 g (170 mm, 36T, z rockringiem) FC-M810 1090 g (170 mm), FC-M815 1074 g (170 mm)

Piasta przednia
- oznaczenie: HB-M8xx i HB-M800A
- korpus: aluminium
- oś: 20 mm
- szerokość: 110 mm
- łożyska: maszynowe
- liczba otworów: 36
- mocowanie tarczy: Center-Lock

Piasta tylna
- oznaczenie: FH-M8xx
- korpus: aluminium
- oś: 10 mm, 12 mm
- łożyska: maszynowe
- szerokość: 135 mm, 150 mm
- liczba otworów: 36
- mocowanie tarczy: Center-Lock
- bębenek: HyperGlide, dla kaset 9-rzędowych

Hamulce
- oznaczenia: BR-M8xx, BL-M8xx, SM-RTxx, SM-RTxxx
- mechanizm dźwigni: Servo-Wave
- masa dźwigni: 266 g
- typ: tarczowy, hydrauliczny
- konstrukcja zacisku: 4 tłoczki
- masa zacisku: 324 g(metalowa okładzina bez adaptera)
- typ tarczy: Center-Lock
- rozmiary tarczy: 160 mm, 180 mm, 203 mm
- masa tarczy: 140 g(160 mm)
- przewód: Vinylon

Kaseta
- oznaczenie: CS-HG80-9, CS-Mxxx, CS-6500, CN-7701
- zębatki: 11-32T/11-34T(HG CS), 11-28T/11-32T/11-34T(CS-HG80-9), 11-23T/12/25T(CS-6500)
- liczba zębatek: 9

Łańcuch
- oznaczenie: CN-HG93
- typ: HG, 9-rzędowy